# Tisovec (district de Chrudim)
Pour les articles homonymes, voir Tisovec.
Tisovec (en allemand : Tisowetz) est une commune du district de Chrudim, dans la région de Pardubice, en République tchèque. Sa population s'élevait à 342 habitants en 2022.

## Géographie
Tisovec se trouve à 7 km au nord du centre de Hlinsko, à 17 km au sud-est de Chrudim, à 26 km au sud-sud-est de Pardubice et à 110 km à l'est-sud-est de Prague.
La commune est limitée par Vrbatův Kostelec au nord-ouest, au nord et au nord-est, par Prosetín et Mrákotín à l'est, par Holetín au sud, par Včelákov au sud-ouest et par Miřetice à l'ouest.

## Histoire
La première mention écrite de la localité date de 1545.

## Administration
La commune se compose de cinq sections :
- Tisovec
- Dřeveš
- Kvasín
- Otáňka
- Vrbětice

## Galerie

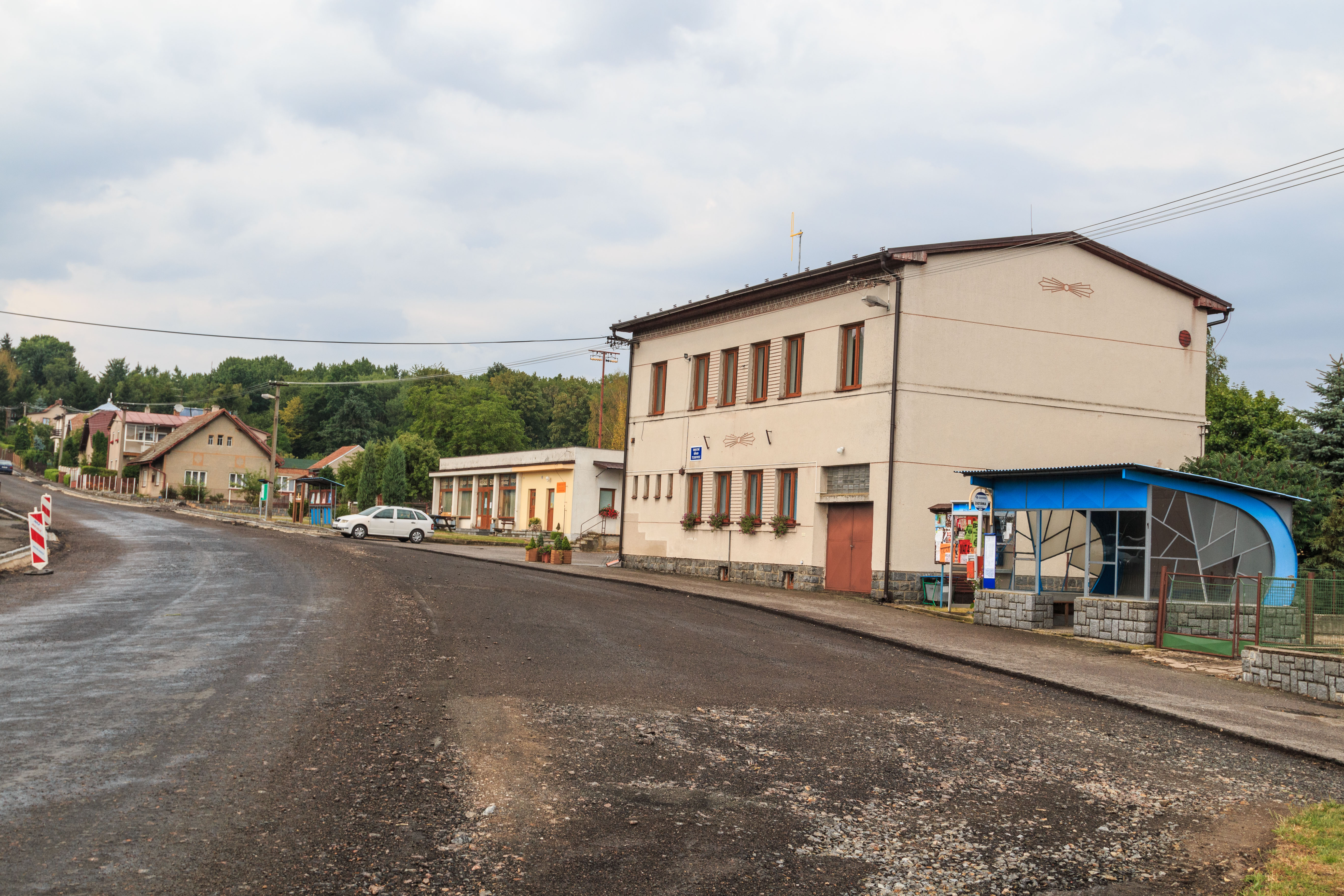
Dřeveš.
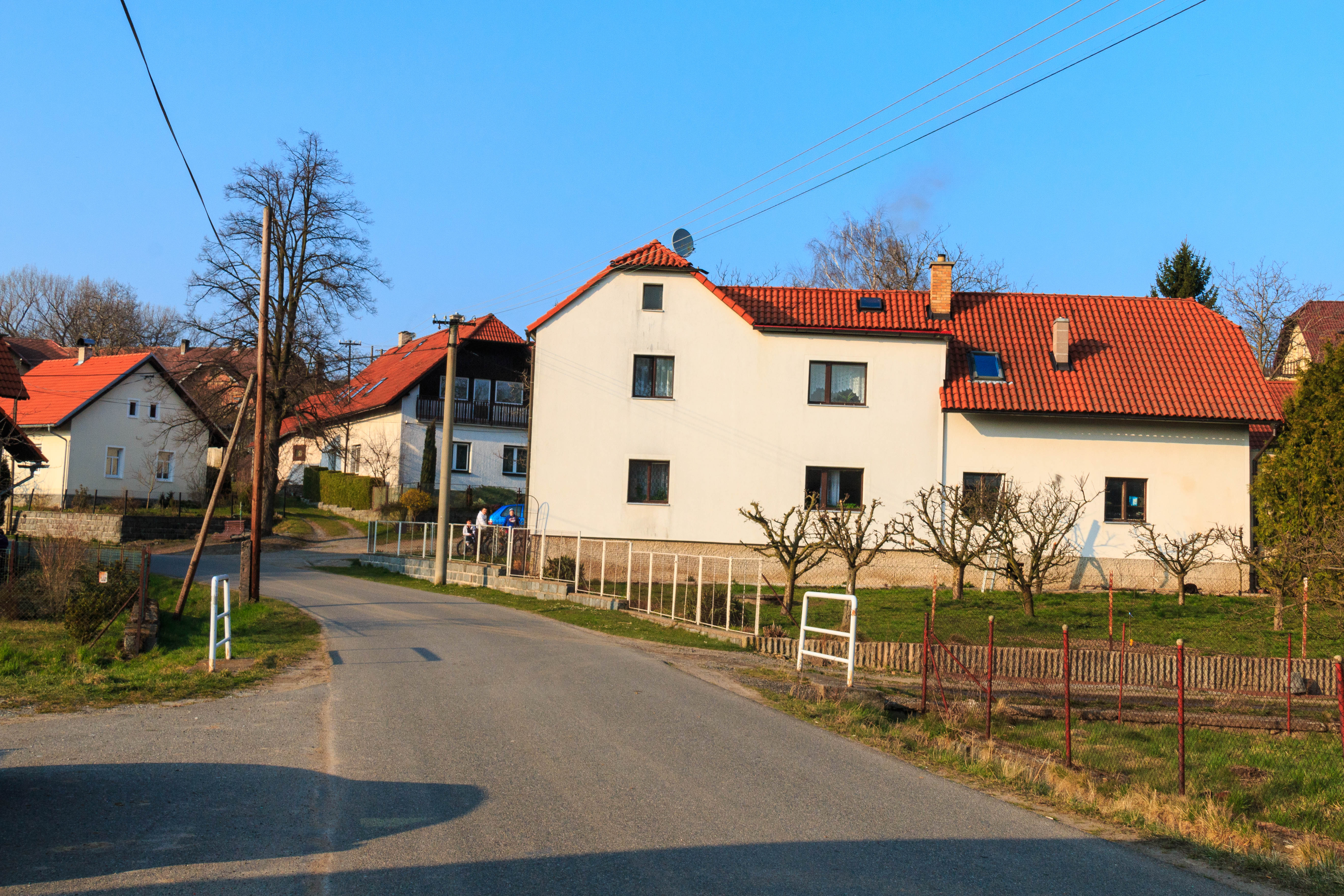
Kvasín.
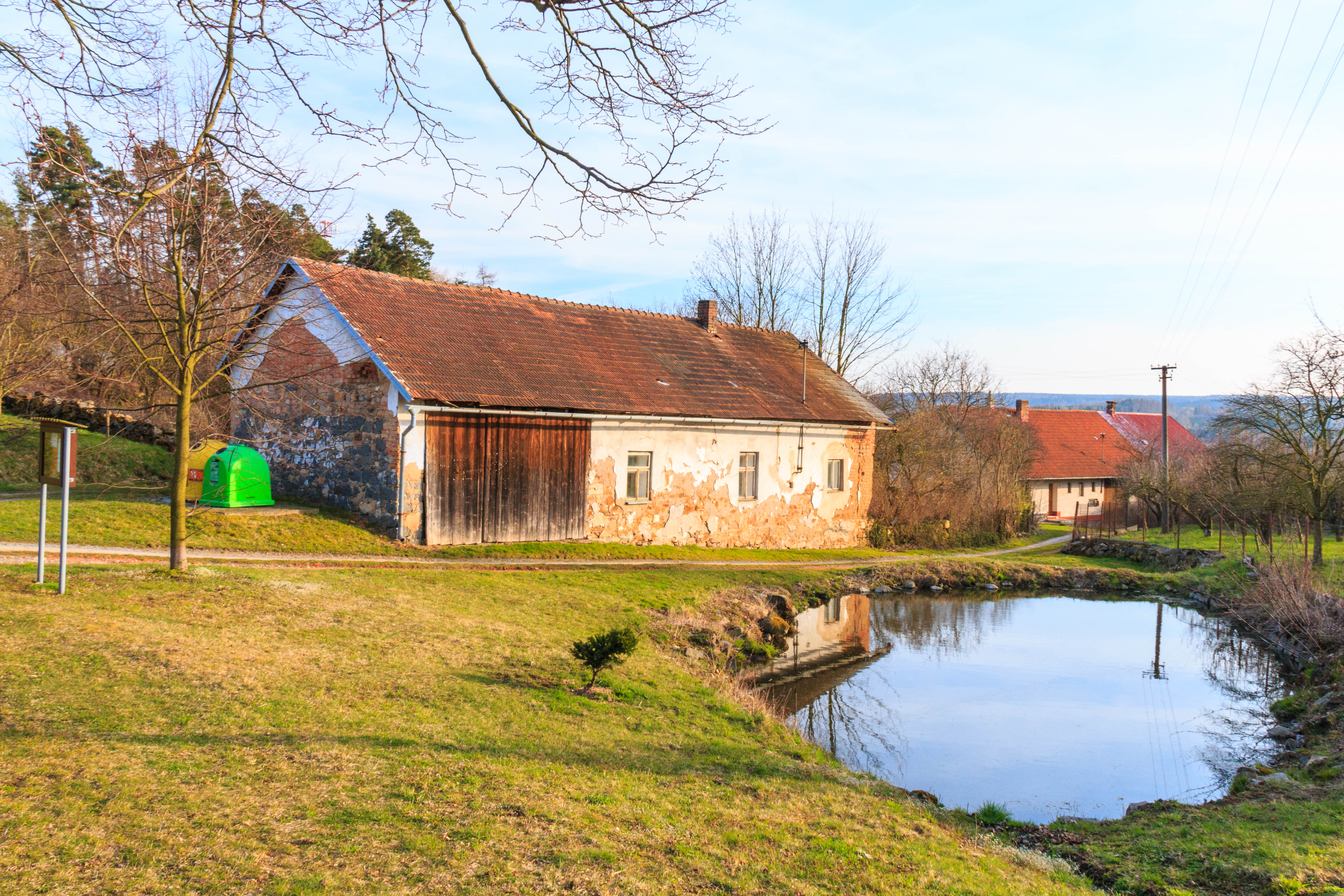
Vrbětice.

## Transports
Par la route, Tisovec se trouve à 7 km de Skuteč, à 21 km de Chrudim, à 31 km de Pardubice et à 142 km de Prague. 